# Energia in Azerbaigian
L'energia in Azerbaigian consiste nella produzione, consumo ed esportazione di energia ed elettricità. Il Ministero dell'Energia dell'Azerbaigian è impegnato nelle questioni dell'energia e delle industrie estrattive.
Nel 2015, il consumo totale di energia nel paese era di 14,5 milioni di tonnellate equivalenti di petrolio. Nel 2016 questo numero è rimasto stabile - 14,5 milioni. Questo numero può essere suddiviso nelle seguenti componenti: il consumo di petrolio è stato di 4,5 milioni di tonnellate, il gas - 9,6 milioni di dollari, l'energia idroelettrica - 0,4 milioni di tonnellate di petrolio equivalente.

## Petrolio
Azerbaigian ha grandi riserve di petrolio. Lo sfruttamento dei giacimenti petroliferi nella regione iniziò a metà del XIX secolo. All'inizio del 2015, il volume totale di giacimenti petroliferi noti ha raggiunto i 7 miliardi di barili. La produzione media giornaliera di petrolio nel 1998 è stata di 194.000 barili, nel 2004 - 318.000 barili, nel 2015 - circa 860.000 barili.
Nel 1994, quando è stato firmato il "Contratto del secolo", le riserve esplorate del petrolio dell'Azerbaigian erano 511 milioni di tonnellate. Nel 1996, le riserve di petrolio sono state stimate da fonti ufficiali a 1,2 miliardi di barili. Alla fine del 2006, queste cifre salirono a 7 miliardi di barili, e alla fine del 2016 le riserve furono costantemente stimate a 7 miliardi di barili. Per il 2016, le riserve petrolifere totali in Azerbaigian sono state pari allo 0,4% delle riserve mondiali totali.
Nel 2014, il primo vicepresidente della compagnia petrolifera statale dell'Azerbaigian (SOCAR) durante la valutazione delle riserve petrolifere nel complesso Azeri-Chirag-Guneshli ha menzionato che riserve costituiscono in 2 miliardi di tonnellate, di cui 1,2 miliardi di tonnellate sono recuperabili. Nel 2018, ha stimato le riserve di petrolio e le ha valutate a 1,5 miliardi di tonnellate e ha indicato che le riserve previste ammontano a circa 2 miliardi di tonnellate.
La produzione di petrolio ha continuato a crescere fino al 2010, quando la quantità di petrolio prodotta era di 1.023 barili al giorno (50,8 milioni di tonnellate all'anno). Dal 2010, la produzione ha iniziato a diminuire e nel 2016 ha raggiunto 826.000 barili al giorno (41 milioni di tonnellate all'anno), pari allo 0,9% della produzione mondiale. Mentre il consumo, al contrario, è diminuito fino al 2010 - 71.000 barili al giorno (3,2 milioni di tonnellate all'anno). Il consumo ha iniziato ad aumentare dal 2010, e dal 2014 al 2016 è rimasto stabile a 99.000 barili al giorno (4,6 milioni di tonnellate all'anno), che rappresenta solo lo 0,1% del consumo mondiale totale di petrolio.

## Gas naturale
Negli ultimi anni, l'estrazione del gas naturale ha svolto un ruolo importante nel settore energetico del paese, poiché alcuni giacimenti petroliferi nell'area di Baku sono stati esauriti. All'inizio del 2016, il volume comprovato di giacimenti di gas noti ammontava a 2,5 trilioni di metri cubi. Nel 2011, è stato estratto circa 17,66 miliardi di metri cubi di gas naturale, nel 2015 - 29,74 miliardi di metri cubi.
Il 10 marzo 2016, il ministro dell'Energia dell'Azerbaigian, Natig Aliyev, ha dichiarato pubblicamente che il paese dispone di riserve sufficienti di materie prime per garantire la fornitura di gas naturale attraverso il Corridoio meridionale del gas. La fase principale del progetto prevede una fornitura annuale di 10 miliardi di metri cubi di gas in Europa.
Secondo fonti russe, fino al 2011, le riserve di gas in Azerbaigian e nel bacino del Caspio erano stimate a 0,9 trilioni di metri cubi. Tuttavia, gli esperti europei hanno stimato le riserve di gas di 1,3 trilioni di metri cubi e le previsioni sono state stimate a 3 trilioni di metri cubi.
Secondo le statistiche della BP, le riserve di gas naturale in Azerbaigian nel 2006 sono state di 0,9 0 trilioni di metri cubi e nel 2016 queste riserve sono aumentate a 1,1 trilioni di metri cubi. Questo numero rappresenta lo 0,6% delle riserve mondiali di gas naturale.
La produzione di gas naturale è in costante crescita, con lievi variazioni delle tendenze nel 2010-2012. Nel 2007 sono stati prodotti 11 miliardi di metri cubi di gas, e l'aumento annuale della produzione di petrolio nel 2006 è stato del 61%. Nel 2016 la produzione è stata di 17,5 miliardi di metri cubi (15,7 milioni di tonnellate equivalenti di petrolio). L'aumento della produzione nel 2005-2015 è del 13,2%. Le tendenze nel consumo di gas naturale nel paese sono instabili. Pertanto, il consumo di gas nel 2016 è stato pari a 10,4 miliardi di metri cubi, pari allo 0,3% del consumo totale nel mondo.
Il 12 giugno 2012, Khoshbakht Yusifzade, il primo vicepresidente della compagnia petrolifera statale, ha dichiarato che le riserve provate di gas naturale sono pari a 10 miliardi di tonnellate equivalenti di petrolio, mentre le riserve previste sono stimate in 6 trilioni di metri cubi. Il presidente del Centro per la Ricerca sul petrolio, Ilham Shaban ha dichiarato che le riserve di gas naturale dureranno almeno 60 anni.
Il giacimento di gas "Umid", scoperto nel 2010, contiene 200 miliardi di metri cubi di gas naturale. Nel 2011 è stato scoperto un nuovo giacimento di gas naturale: "Absheron", che contiene circa 350 miliardi di metri cubi di gas. Vicino al giacimento "Absheron" c'è un altro giacimento "Babak", le cui riserve sono stimate a 400 miliardi di metri cubi. Le riserve di gas in "Shafag-Asiman" sono 300 miliardi di metri cubi. Le riserve del più grande giacimento di Shahdeniz sono stimate a 1,2 trilioni di metri cubi di gas naturale.

## Elettricità
Nel 2014, la quantità totale di elettricità prodotta era di circa 24,73 miliardi di chilowattora. Di questi, 21,4 miliardi sono stati forniti da centrali termoelettriche, il più grande delle quali è la centrale idroelettrica dell'Azerbaigian, situato vicino a Mingechevir (2100 MW) e la centrale idroelettrica di Shirvan (1100 MW).
Le centrali idroelettriche più potenti sono do Mingechevir (402 MW), di Shamkir (380 MW),di Yenikend (150 MW) e di Serseng (50 MW). Altre fonti di energia rinnovabile non sono praticamente utilizzate dal paese, sebbene nel 2011 sia stato costruito e messo in servizio il sito sperimentale di Gobustan, che comprende un mulino a vento, stazioni solari e di biogas con una capacità totale di 5,5 MW.
La produzione dell'elettricità in Azerbaigian ha continuato a diminuire dal 2006 al 2010. Nel 2010, la produzione ha ripreso vigore e ha iniziato ad aumentare, e questa tendenza continua ancora oggi. Pertanto, la produzione di elettricità nel 2016 è stata di 25 terawatt / ora, che è più che nel 2015 di circa lo 0,9%. L'Azerbaigian consuma energia rinnovabile per 4 anni e il tasso di crescita dal 2015 per il 2016 è pari 66%.
D'altra parte, l'utilizzo di fonti energetiche non rinnovabili continua a diminuire: dal 2005 al 2015 il consumo di carbone è diminuito del 19,8%.

## Concorrenza di investimenti esteri nei settori non energetici
Nel gennaio 2015, il presidente dell'Azerbaigian, Ilham Aliyev, ha annunciato che avrebbe diretto il suo governo a creare programmi per portare dollari di investimento nei settori diversi dal petrolio. In particolare, il presidente Aliyev ha citato come esempio le industrie industriali e agricole.
Aliyev ha citato sull'economia dell'Azerbaigian dicendo: "Ecco perché è molto più facile attirare investimenti in paesi stabili con stabilità socio-politica e crescita delle informazioni". Ha detto che il settore bancario diventerà più importante nell'aiutare a sviluppare le industrie non energetiche del paese.